# Karl von Zedlitz
Karl Abraham von Zedlitz und Leipe (ur. 4 stycznia 1731 w Czarnym Borze, zm. 18 marca 1793 w Czerńczycach) – baron pruski, prezydent Rejencji Górnośląskiej, królewski minister stanu, minister sprawiedliwości, minister do spraw kościoła i szkół za rządów Fryderyka II Wielkiego, uważany za twórcę egzaminu maturalnego.

## Życiorys
Ukończył Szkołę Rycerską w Brandenburgu, następnie został członkiem najwyższego trybunału w Berlinie. W roku 1770 został ministrem sprawiedliwości, a rok później ministrem do spraw Kościoła i szkolnictwa. Zasłynął jako autor oraz krzewiciel idei i koncepcji rozwoju pruskiego szkolnictwa, szczególnie średniego. Był jednym z najwybitniejszych pruskich ministrów czasów fryderycjańskich, bliski w poglądach i usposobieniu Fryderykowi Wielkiemu, posiadający przy tym własne zdanie i zdolność do samodzielnych, niezależnych od króla inicjatyw.
Był zwolennikiem filozofii Kanta (którego był przyjacielem). Jej założenia wprowadzał już w szkołach wiejskich, a także troszczył się, aby była ona obecna na wydziale prawa w pruskiej uczelni wyższej. Zedlitz był także reformatorem Akademii Rycerskiej w Legnicy, wówczas bardzo nowatorskiej w zakresie i metodach nauczania, działającej w latach 1708–1811.
To właśnie on wprowadził w roku 1788 dzisiejszą maturę jako egzamin dla absolwentów szkół średnich, której zdanie wprowadzało w krąg elity państwowej i pozwalało na podjęcie dalszych studiów bądź pracy (głównie w administracji). W szkołach wprowadzał nowy, ulepszony typ nauczania i lepsze metodycznie podręczniki, zgodnie z założeniami Fryderyka Wielkiego. Król pragnął bowiem zerwania z mechanicznym i bezmyślnym wkuwaniem w szkołach niepotrzebnych i zbędnych informacji na rzecz kształcenia umiejętności myślenia i kształtowania własnego charakteru. Zedlitz, wypełniając królewskie wskazania przyczynił się ostatecznie do przestawienia pruskiej oświaty na nowe, neohumanistyczne i oświeceniowe tory. Dokonał istotnego przełomu wprowadzając zaledwie w ciągu dwóch dekad średnie szkolnictwo Prus w europejski krąg elit.
U jego boku znalazła się grupa postępowych pedagogów jak np. Friedrich Gedike, Johann Erich Biester, Johann Heinrich Meierotto, którzy mieli kontynuować dzieło rozwoju oświaty na przełomie XVIII i XIX wieku. Zedlitzowi nie udało się jednak stworzenie centralnego urzędu do spraw szkolnych, osobnego ministerstwa, odpowiednika polskiej Komisji Edukacji Narodowej, co było poważnym mankamentem pruskiego szkolnictwa. Rozwój szkół bowiem, dotacje i postęp zedlitzowskiej reformy zależał od lokalnych władz, ich nastawienia i możliwości finansowych, przez co między poszczególnymi gimnazjami czy szkołami wiejskimi istniały duże dysproporcje. Dodatkowym problem był brak odpowiednich kadr nauczycielskich.
W tzw. „sprawie młynarza Arnolda”, odważnie bronił (choć bezskutecznie) przed aresztowaniem przez Fryderyka sześciu sędziów berlińskiego Sądu Kameralnego, którzy przyznali rację oskarżonemu przez młynarza szlachcicowi.
Stracił stanowisko w 1788 wskutek nacisku wpływowego doradcy następcy Fryderyka Wielkiego, Fryderyka Wilhelma II, pastora-pietysty von Wöllnera. W latach 1788–1789 dyrektor i reformator Akademii Rycerskiej w Legnicy.
Jego mumia, wraz ze szczątkami innych członków rodziny, spoczywa w kościele pw. św. Jadwigi w Walimiu. Grobowiec rodziny von Zedlitz został odkryty w 2014 roku przez przewodnika Łukasza Kazka i grupę badaczy z Wałbrzycha.